# Fosseuse
Fosseuse è un comune francese di 754 abitanti situato nel dipartimento dell'Oise della regione dell'Alta Francia.

## Società

### Evoluzione demografica

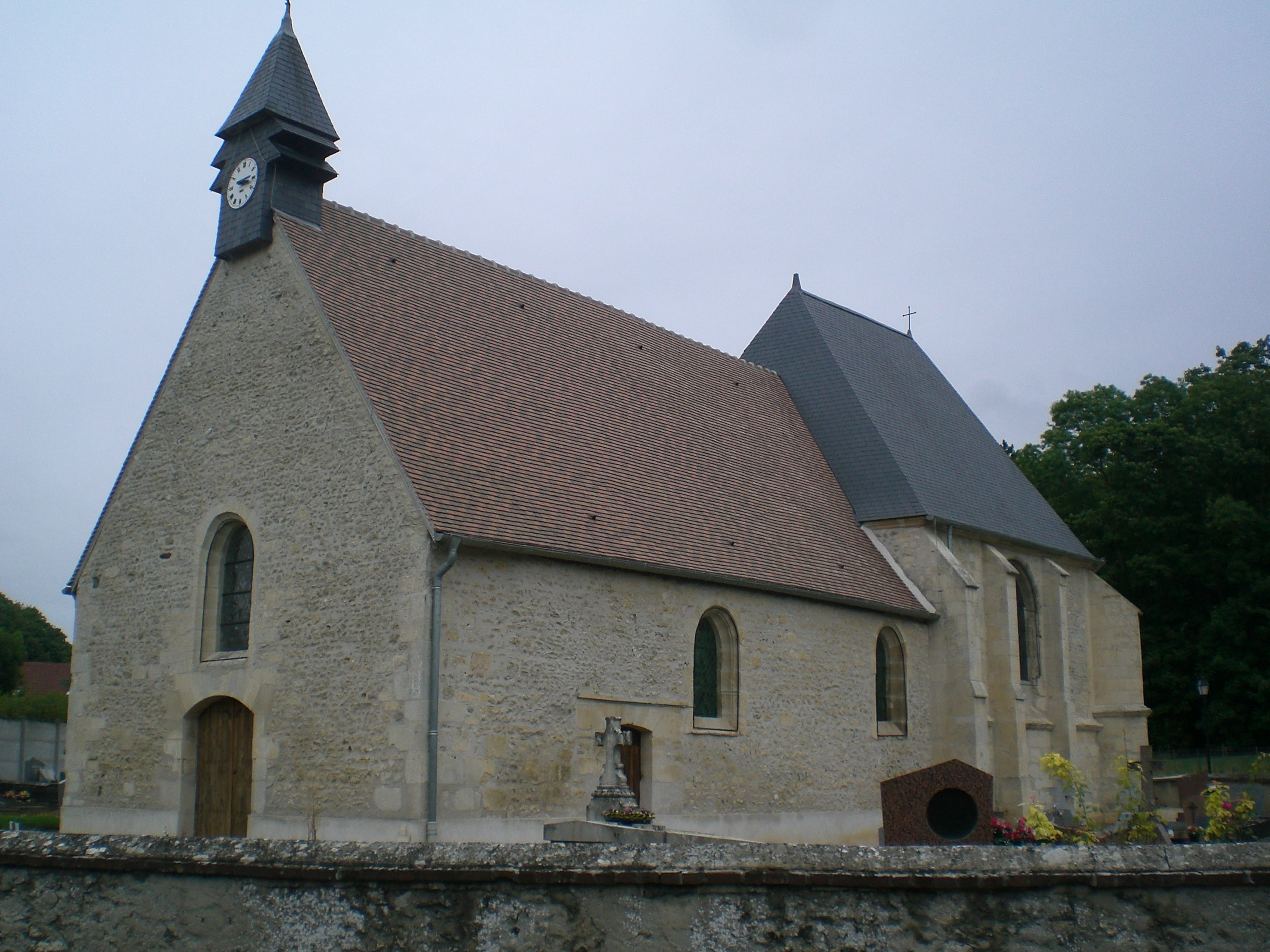
La chiesa di Fosseuse, dedicata ai santi Michele e Claudio

Abitanti censiti